# アメリカ先住民諸語
アメリカ先住民諸語（アメリカせんじゅうみんしょご）とは、南北アメリカ大陸の先住民（アメリカ先住民）によって話される言語の総称である。エスキモー・アレウト語族を除いてアメリカ・インディアン諸語ということもある。

## 概要
南北アメリカ大陸の先住民は、ベーリング海峡を通ってシベリア側から各地に広がっていったと考えられており、語族間の違いは、移動した年代の層の違いであると考えることができる。
南北アメリカ大陸ではかつて1,500程度の言語が話されていたと考えられているが、現存する言語は350程度であり、その多くが消滅の危機に瀕している。北米大陸では死語を含め、296の言語が知られているが、現存するのは100前後である。
このうち、エスキモー・アレウト語族は古シベリア諸語（古アジア諸語）に含まれるという説がある。
このグループに含まれる多くの言語が、類型的には抱合語と考えられている。
同系が推定される非常に多くの語族からなり、伝統的に音韻の類型などから10前後の大語族に分類されている。
また、これらの大語族に含まれない、孤立した言語も、いくつか存在する。
多くの先住民言語同様、現在では死語となっているか、話者数が極端に少ない言語が多い。
ナワトル語、マヤ語、ケチュア語、アイマラ語、グアラニー語のように、現在でも数十万～百万を超える話者を持つ言語は、例外的な存在である。
語族及び孤立した言語の数については、英語版のウィキペディアでは死語を含めて、南米及び大小アンティル諸島に143（うち57が消滅）、中米に29（うち6が消滅）、北米に55（うち26が消滅）を数えており、これらを更に上位の分類として57の言語群(Language stock)に分類しているが、ここでは伝統的な大語族の分類を紹介することにする。

## 分類

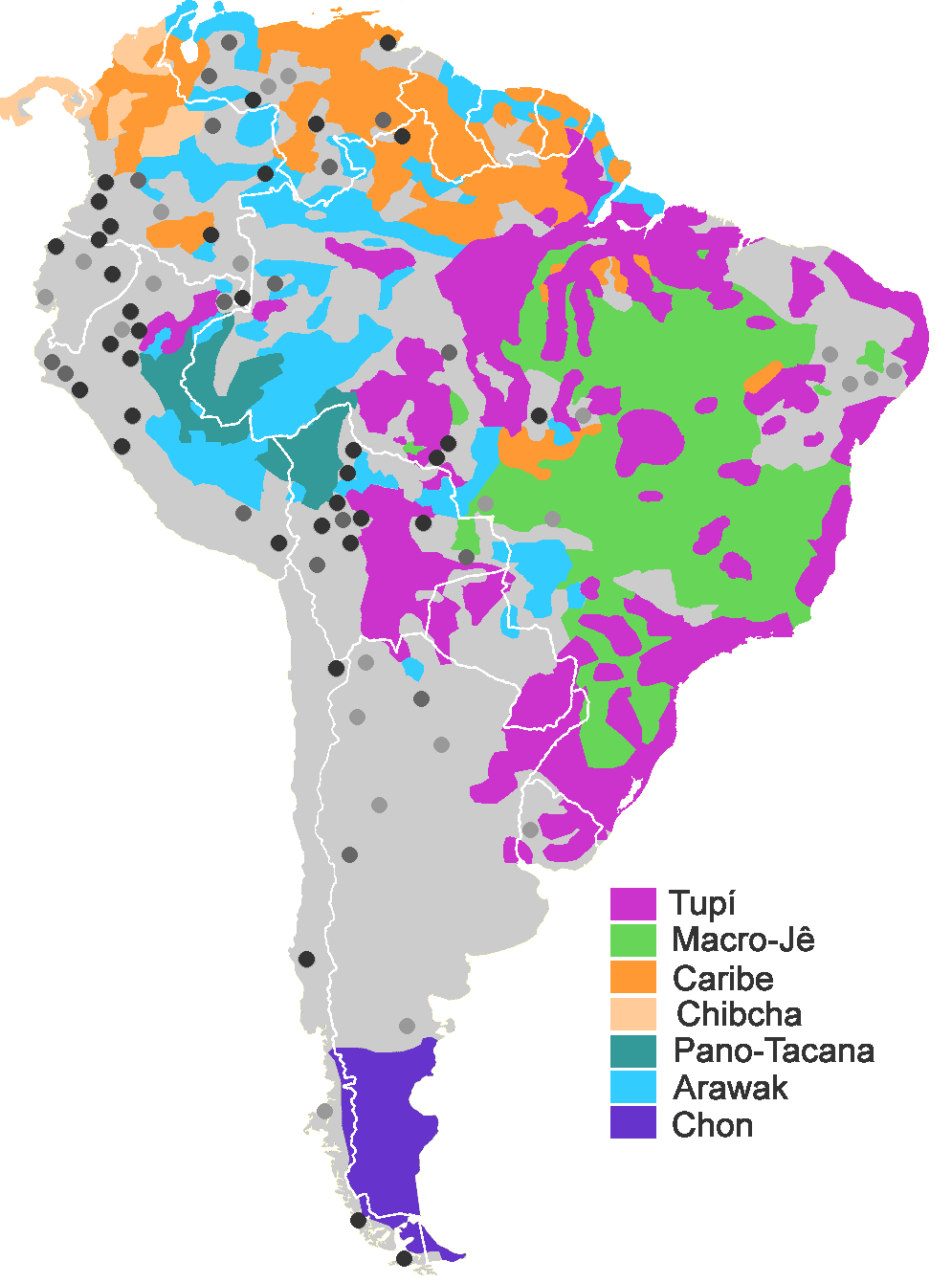
南アメリカの先住民の言語の分布

† は死語を表す。

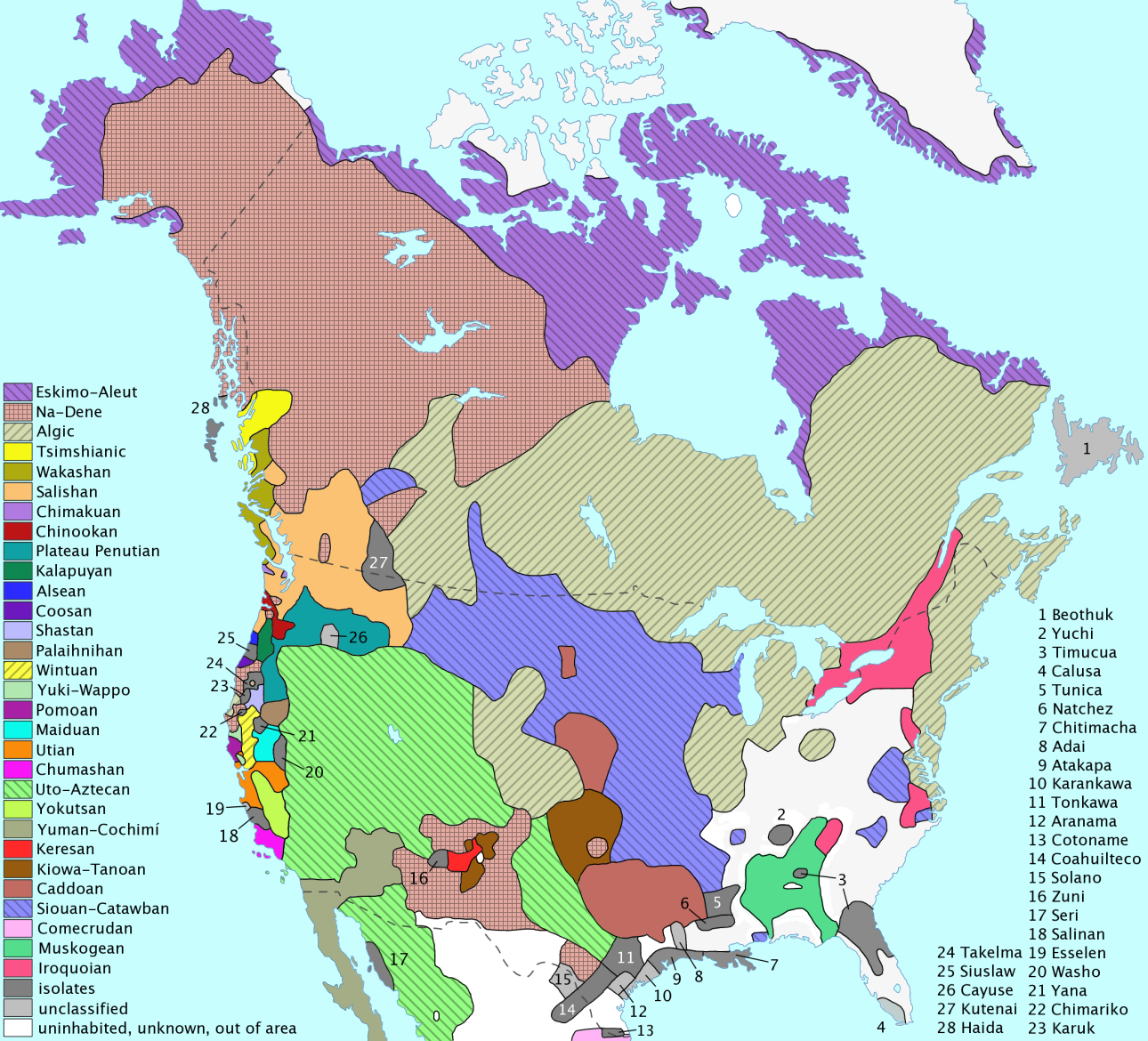
北アメリカの先住民の言語の分布

- エスキモー・アレウト語族 - 北極海沿岸、アラスカ、アリューシャン列島
  - アレウト語
  - エスキモー諸語
    - ユピック語
    - イヌイット語
      - イヌピアック語
      - イヌクティトゥット語
      - グリーンランド語

- ナ・デネ語族 - 北米西北部、ニューメキシコ州
  - アサバスカ諸語（アサパスカ諸語）
    - ナヴァホ語

  - イヤック語†
  - トリンギット語

- ハイダ語　※サピアはハイダ語をナ・デネ大語族に含めたが、その後の研究では孤立言語とするのが定説となっている。

- アルゴンキン・ウォキャシ大語族（英語版）
  - アルギック語族
    - アルゴンキン語派（アルゴンキアン語族） - 五大湖を中心に、北米東部の大部分
      - ブラックフット語、シャイアン語
      - クリー語、オジブウェー語
      - ミクマク語、デラウェア語

    - ユロック語

  - セイリッシュ語族
    - コモックス（・スライアモン語）（英語版）
    - （コルビル・）オカナガン語
    - シュスワプ語
    - スクォミッシ語（英語版）
    - スポカン・カリスペル・フラットヘッド語 (en) 
    - トンプソン語（英語版）
    - ハルコメレム語（英語版）
    - ベラクーラ語（英語版）
    - リルエット語（英語版）

  - チマクアン語族（英語版）
  - ウォキャシ語族（英語版）
  - クーテナイ語

- マクロ・スー大語族（英語版） - アパラチア山脈及び北米中西部
  - スー語族 - グレートプレーンズ
    - スー語（ラコタ語、ダコタ語）

  - イロコイ語族
    - セネカ語、カユーガ語
    - モホーク語
    - チェロキー語

  - カド語族（英語版）
    - カド語

  - ユーチ語

- 湾岸大語族（英語版）
  - マスコギ語族
    - チョクトー語
    - アラバマ語
    - マスコギ語

- ホカ大語族 - カリフォルニア半島、メキシコ湾に面した一部地域　※マクロ・スー大語族と併せてホカ・スー大語族とする場合もある。[1]
  - ワショ語
  - キャロック語（英語版）
  - ポモ語族（英語版）
  - アチュマウィ語
  - ユマ語族
    - パイ諸語

  - セリ語
  - ヒカケ語（英語版）
  - テキストラテック語族
  - トラパンカン語族（英語版）　※オト・マンゲ大語族に含める説もある

- ケレス語（英語版）　※ホカ・スー大語族に含める場合もある[1]

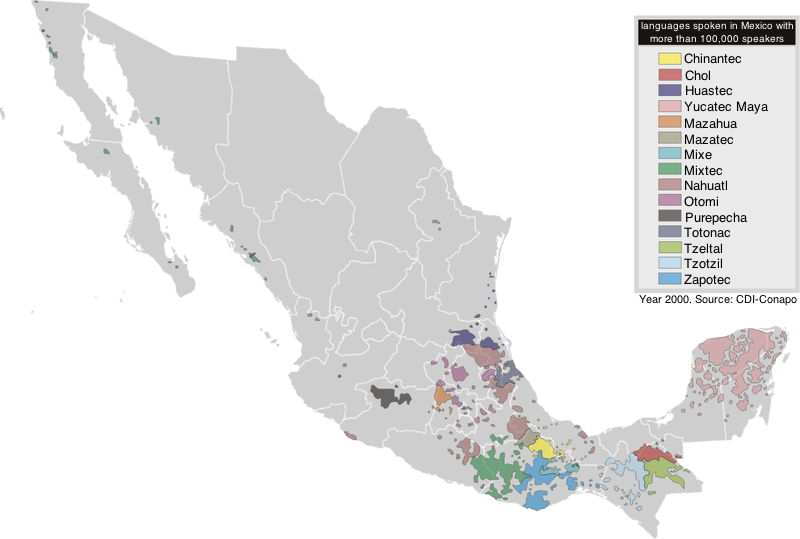
メキシコの先住民の言語の分布

- ペヌート大語族 - カリフォルニア州、メキシコ東部、グアテマラ、ベリーズ。南米大陸のいくつかの言語を含む説がある
  - ツィムシアン語
  - ヨクツ語族
  - マイドゥ語族（英語版）
  - ミーウォク語族
  - チヌーク語族（英語版）
  - サハプティアン語族（英語版）
  - ミヘ・ソケ語族[1] - ミヘ族、ソケ族
    - ミヘ語（英語版）、サユラ語（英語版）
    - ソケ語（英語版）、シエラポポルカ語（英語版）、アヤパネコ語、Copainalá Zoque語（英語版）

  - トトナク語族（英語版）[1]　※ミヘ・ソケ語族と合わせてトトソケ語族（英語版）とする説もある
    - トトナク語（英語版）

  - マヤ語族[1]
    - チョル語
    - ケクチ語
    - マム語
    - ユカテコ語（Yucateco）（マヤ語）
    - カクチケル語
    - キチェ語
    - ツォツィル語

  - チパヤ・ウル語族[1]　※ペヌート大語族に含めない場合もある
  - ワヴェ語[1]　※オト・マンゲ大語族に含める説もある

- アズテック・タノア大語族（英語版） - ネバダ州、ユタ州、メキシコ西部
  - ユト・アステカ語族 - グレートベースン
    - ショショーニ語（英語版）、コマンチェ語（英語版）
    - ユト語（英語版）
    - ホピ語
    - ルイセーニョ語
    - パパゴ語（英語版）
    - ナワトル語 - メキシコ。アステカ帝国の公用語であった

  - カイオワ・タノア語族
    - カイオワ語（英語版）
    - トワ語（英語版）
    - テワ語（英語版）

- タラスコ語 - メキシコ ミチョアカン州

- オト・マンゲ大語族 - メキシコ中部
  - チナンテク語族（英語版）
  - オトミ語族（英語版）
    - オトミ語（英語版）

  - ミシテク語族（英語版）
    - ミシテク語（英語版）

  - ポポロカ語族（英語版）
    - マザテク語（英語版）

  - サポテク語族（英語版）
    - サポテク語

- マクロ・チブチャ大語族（英語版） - ホンジュラス～パナマ地峡にかけて。南米大陸の一部の言語を含む
  - チブチャ語族（英語版）
    - グワイミ語（英語版）

  - レンカ語 - レンカ族。ホンジュラス、エルサルバドル
  - シンカ語 - グアテマラ
  - チョコ語族（英語版） - パナマ、コロンビア
  - インター・アンディーン語族（英語版） (Paezan) - コロンビア
    - パエス語（英語版）
    - Coconuco語（英語版）

  - ワイカ語族（英語版） - ベネズエラ、ブラジル

- アンデス・赤道大語族 - アンデス山脈、アマゾン川流域など
  - ケチュマラ大語族（英語版）
    - アイマラ語 - ボリビア、ペルー
    - ケチュア語 - ペルーなど。インカ帝国の公用語であった

  - チョン語族[1] - アルゼンチン　※マクロ・パノア大語族（英語版）に含める場合もある
  - アラワク語族
    - アラワク語、ワユ語（ゴアヒロ語）、ガリフナ語、Island Carib語†（英語版）、タイノ語
    - テレーノ語

  - ヒヴァロ語族（英語版） - ヒバロ族。エクアドル、ペルー
  - トゥカノ語族（英語版）
  - モヴィマ語 - ボリビア

- サパロ語族- エクアドル、ペルー
- ゲ・トゥピ・カリブ大語族（英語版） - ギアナ地方、ブラジル南部、パラグアイ、アルゼンチン東部など
  - マクロ・ゲ語群（英語版）
    - ゲ語族（英語版）
      - Kayapo語（英語版）

  - トゥピ語族　※アンデス・赤道大語族に含める場合もある[1]
    - トゥピ・グアラニー語族
      - トゥピ語（英語版）（リンガ・ジェラール・パウリスタ†、ニェエンガトゥ語）
      - グアラニー語 - ボリビア、パラグアイの公用語の一つ

  - マクロ・パノア大語族（英語版）
    - タカナ・パノ語族（英語版）
      - パノ語族（英語版）

  - カリブ語族
    - カリブ語

- ムーラ語 - ブラジル アマゾナス州
  - ピダハン語

- アラウコ語族 - チリ、アルゼンチン
  - マプチェ語 - マプチェ族

なお、大小アンチル諸島（西インド諸島）では、アンデス・赤道語族のアラワク語及びタイノ語と、ゲ・パノ・カリブ語族の島嶼カリブ語が使われていて、一部はフロリダ半島に達していたが、これらはいずれも死語となっている。
ナワトル語はアステカ帝国の、マヤ語はマヤ文明の、ケチュア語はインカ帝国の公用語の流れをくむ言語であると考えられている。
ゲ・パノ・カリブ語族に属するブラジルのトゥピ語は現在でも多くの話者が存在しており、ブラジルの文化的ルーツの一つとして考えられている。パラグアイなどの隣接するスペイン語地域では、グアラニー語と呼ばれており、これらは方言の違いであると考えられている。